# Jean Pateau
Jean Pateau (1966, Les Sables-d'Olonne) je francouzský římskokatolický duchovní, opat kláštera Notre-Dame de Fontgombault od roku 2011.

## Život
Jean se narodil v roce 1966. Vystudoval fyziku v Paříži a vstoupil do řádu benediktinů. Slavné sliby složil v roce 1995. Na řeholního kněze byl vysvěcen v roce 1998. V roce 2011 byl zvolen opatem kláštera Notre-Dame de Fontgombault. Opatskou benedikci přijal z rukou arcibiskupa Armanda Maillarda. Od roku 2013 je administrátorem kláštera Saint-Paul de Wisques.
Svými postoji se opat Pateau řadí ke katolickým tradicionalistům. Vysluhuje mše svaté v mimořádném římském ritu. Podporuje dialog s kněžským bratrstvem sv. Pia X. Používá tradiční součásti liturgických oděvů (pontifikální rukavice nebo tunicely).